# Gunung Peuceu
Gunung Peuceu är ett berg i Indonesien.   Det ligger i provinsen Aceh, i den västra delen av landet, 1 700 km nordväst om huvudstaden Jakarta. Toppen på Gunung Peuceu är 1 320 meter över havet.
Terrängen runt Gunung Peuceu är huvudsakligen lite bergig.  Trakten runt Gunung Peuceu är nära nog obefolkad, med mindre än två invånare per kvadratkilometer. Det finns inga samhällen i närheten. I omgivningarna runt Gunung Peuceu växer i huvudsak städsegrön lövskog.